# Volta Redonda
Volta Redonda é um município brasileiro do estado do Rio de Janeiro, Região Sudeste do país. Situado no Sul Fluminense, também é conhecido como a "Cidade do Aço", por abrigar a Companhia Siderúrgica Nacional (CSN). Localiza-se a 22º31'23" de latitude sul e 44º06'15" de longitude oeste, a uma altitude de 390 metros. É cortada pelo Rio Paraíba do Sul, que corre de oeste para leste, sendo a principal fonte de abastecimento de água do município e também responsável pelo seu nome, devido a uma curva do rio.
Sua população estimada para 1.º de julho de 2020 era de 273 988 habitantes, distribuídos em uma área de 182,105 km², o que a torna, em número de habitantes, a maior cidade do Sul Fluminense e a terceira maior do interior do estado, apesar de figurar apenas na 71ª posição por área territorial do estado. Uma pesquisa do IBGE, divulgada em 2013, classificou Volta Redonda como a segunda cidade com a maior vocação poluidora do estado, ficando atrás somente da capital, Rio de Janeiro. Seu santo padroeiro é Santo Antônio e seu lema em latim é Flumen Fulmini Flexit, ou seja, "o rio ante o raio dobrou-se".
Volta Redonda está em uma região estratégica, a 321 km da cidade de São Paulo, maior metrópole do Brasil, e a 131 km da cidade do Rio de Janeiro, segunda maior metrópole nacional e capital fluminense. Também está próxima de cidades-polos regionais de outros estados, como Juiz de Fora (181 km) e São José dos Campos (229 km) e de outras cidades importantes, como Angra dos Reis (93 km), Taubaté (189 km), Petrópolis (149 km), Resende (51 km), Cabo Frio (280 km), dentre outras. Possui o quarto mais alto IDH entre os municípios fluminenses, de 0.771 (em 2010), ficando atrás somente de Niterói e da capital, Rio de Janeiro, no Grande Rio, e de Rio das Ostras, e o sétimo mais alto IFDM (Índice FIRJAN de Desenvolvimento Municipal), segundo dados de 2013.

## História
A região era habitada pelos povos indígenas puris e acaris. Em julho de 1531, a expedição de Martim Afonso de Sousa desembarcou no Rio de Janeiro e foi recepcionada por Tibiriçá, onde juntos passaram por onde seria a margem do rio Paraíba do Sul, seguindo um peabiru até Piratininga. Jesuítas chegaram àquela região em 1727, quando demarcarem no local a Fazenda Santa Cruz e depois cruzaram a Serra do Mar, iniciando a colonização do Médio Vale do Paraíba. Em 1744, desbravadores que chegaram a Fazenda Santa Cruz, denominaram de Volta Redonda uma curiosa curva do Rio Paraíba do Sul, onde garimpeiros passaram a explorar ouro e pedras preciosas. Passaram a ser instaladas na região grandes propriedades, que deram nome a comunidades que seriam futuros bairros e vilas, como Três Poços, Belmonte, Santa Cecília, Retiro e Santa Rita. Em 3 de outubro de 1832, foi criado o município de Barra Mansa. Parte considerável de Volta Redonda pertencia às suas terras. Durante o século XIX até a primeira metade do século XX, as terras onde se encontra atualmente Volta Redonda, possuíam grande atividade agropecuária, participando de forma relevante dos ciclos econômicos do café e posteriormente da pecuária leiteira, que antecederam a consolidação da produção industrial brasileiro. Fazia parte do trajeto entre Paraty e Barbacena para os tropeiros e caixeiros-viajantes paulistas que viviam entre os três estados, e na margem do rio, se acampavam temporariamente. Até que no dia 13 de junho de 1835, 10 famílias resolveram ali de facto se estabelecer e construíram a Capela de Santo Antônio.
Por volta de 1860, foi criado o primeiro núcleo urbano, chamado Arraial de Santo Antônio da Volta Redonda. A navegação pelo Rio Paraíba do Sul entre Resende e Barra do Piraí teve grande expansão nas décadas de 1860 e 1870, período em que a Estrada de Ferro D. Pedro II também chegaria à região. O povoado de Santo Antônio de Volta Redonda passa a se expandir por volta de 1875, quando tinha cerca de duas dezenas de estabelecimentos comerciais. Desde 1874, já havia o desejo de autonomia do povoado, pleiteando-se a sua elevação à categoria de freguesia.
Em 26 de dezembro de 1890 foi criado o distrito de Volta Redonda, que seria posteriormente extinto e anexado ao município de Barra Mansa em 1892, através dos Decretos Estaduais n.ºs 1, de 8 de maio de 1892 e 1-A, de 3 de junho de 1892. O distrito de Volta Redonda seria novamente criado em 4 de dezembro de 1922 pela Lei Estadual n.º 1.820, passando a ser subordinado ao município de Barra Mansa. Nova extinção do distrito ocorreria em 10 de janeiro de 1923, através do Decreto Federal n.º 15.923, sendo seu território anexado ao município de Barra Mansa. Em 23 de agosto de 1926 voltou à condição de distrito do município de Barra Mansa, pela Lei Estadual n.º 2.028. Em 17 de julho de 1954, o distrito foi desmembrado de Barra Mansa e elevado à categoria de município, com a denominação Volta Redonda. A instalação do Município Sede ocorreria em fevereiro de 1955.

Cerimônia de instalação do Município de Volta Redonda, 1955. Arquivo Nacional.

No entorno da siderúrgica, foi-se erguendo (na margem direita do Rio Paraíba) a vila operária, chamada então de "Cidade Nova", que só passaria à administração municipal em 1968 e que possuía melhor infraestrutura urbana e de serviços públicos que o restante do município, também chamado de "Cidade Velha" ou "Cidade Livre". Até essa data, a prefeitura da cidade somente administrava a área correspondente à margem esquerda e alguns poucos bairros situados na margem direita, que ainda careciam de vários serviços básicos.[carece de fontes?]
Em 1973, a cidade foi declarada pelo governo federal área de segurança nacional, situação que perdurou até 1985 e que impossibilitou a população de eleger o prefeito do município, sendo este indicado pelo presidente da República. Na década de 1980, várias greves na Companhia Siderúrgica Nacional (que contava com mais de 30 000 empregados diretos e indiretos na própria empresa e em outras coligadas, somente em Volta Redonda) agitaram o meio político e social do município, culminando, durante a Greve de 1988, com a morte de três operários no interior de sua usina por militares do Exército, o que foi acompanhado de grande mobilização popular.[carece de fontes?]
Em 1993, com a privatização da siderúrgica, a cidade enfrentou redução no crescimento populacional e graves problemas econômicos, que só foram contornados com a intervenção do poder público e com a reorientação da economia municipal para o comércio e a prestação de serviços, sendo, atualmente, a mais forte nesses quesitos no sul fluminense.[carece de fontes?]
A partir de meados da década de 1990, diversas obras de urbanização, remodelação do mobiliário urbano, bem como outras de engenharia de grande porte (viadutos, reforma do Estádio Municipal, praças, escolas, ginásios) deram nova feição à cidade, tida hoje como a de melhor qualidade de vida no interior do estado do Rio, segundo pesquisa feita pela Universidade Federal Fluminense.[carece de fontes?]

## Política
Poder Legislativo
O Poder Legislativo municipal, composto pela Câmara de Vereadores de Volta Redonda, funciona no Palácio vereador Francisco Evangelista Delgado, situado na avenida Lucas Evangelista de Oliveira Franco, no bairro Aterrado e conta hoje com 21 vereadores, sendo presidido atualmente pelo vereador Paulo César Lima Conrado, da DC.
A Câmara de Vereadores da cidade é composta pelos seguinte nomes, eleitos para a 17ª legislatura (2021-2024), tendo o vereador Raone Ferreira (PSB), assumido a cadeira de Jari (PSB), após esse ter renunciado seu mandato para assumir o de deputado estadual da ALERJ:
| Nome                          | Partido      |
| Renan Cury                    | SD           |
| Edson Quinto                  | PL           |
| Fábio "Buchecha"              | PODE         |
| Lela                          | PODE         |
| Betinho Albertassi            | PSD          |
| Paulinho AP                   | UNIÃO        |
| Raone Ferreira                | PSB          |
| Temponi                       | PTB          |
| Hálisson Vitorino             | PP           |
| Luciano Mineirinho            | PL           |
| Walmir Vitor                  | PT           |
| Rodrigo Nós do Povo           | PL           |
| Nilton Alves de Faria "Neném" | PSB          |
| Novaes                        | PP           |
| Edinilson Vampirinho          | Republicanos |
| Paulo Conrado                 | DC           |
| Rodrigo Furtado               | PODE         |
| Jorginho Fuede                | PSDB         |
| Sidney Dinho                  | Patriota     |
| Cacau da Padaria              | PMB          |
| Vair Duré                     | PP           |

Poder Executivo

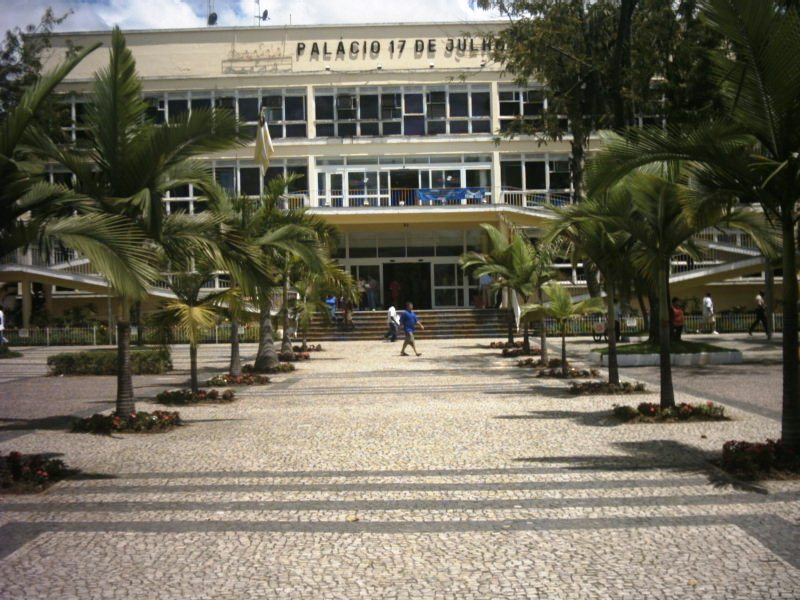
Palácio 17 de Julho, sede da Prefeitura Municipal, no bairro Aterrado

O Poder Executivo de Volta Redonda funciona no Palácio 17 de Julho, na praça Sávio Gama, bairro Aterrado.
O chefe do executivo é o prefeito Antônio Francisco Neto (UNIÃO), tendo Sebastião Faria (UNIÃO) como vice-prefeito, com ambos a exercer suas funções desde 1 de janeiro de 2021. Neto está à frente da prefeitura da cidade pela quinta vez.
Ao longo de sua história, Volta Redonda já teve vinte e três prefeitos, sendo que todos aqueles que ocuparam o cargo, entre 1977 e 1985, foram indicados pelo Governo Federal, haja vista o município, à época, ser considerado, a partir de 1973, área de segurança nacional. A cidade teve ainda o primeiro prefeito brasileiro a sofrer o processo de impedimento para o exercício do cargo, que foi César Cândido Lemos, no ano de 1960.
Poder Judiciário
O Poder Judiciário estadual em Volta Redonda funciona em instalações novas, havendo o prédio sido inaugurado em agosto de 2008, localizado no bairro Vila Americana, no qual foram unificadas as instalações da Justiça estadual e dos Juizados Especiais Cível e Criminal. O Fórum conta com seis varas Cíveis, três varas de Família, duas varas Criminais, dois Cartórios do Juizado Especial Cível e um Criminal.
Volta Redonda conta, também, com três varas da Justiça do Trabalho, todas situadas no bairro Aterrado, região central do município, além de três varas federais mistas, bem como dois Juizados Especiais Federais, da Seção Judiciária fluminense da Justiça Federal, as quais têm jurisdição sobre os municípios de Volta Redonda, Barra Mansa e Pinheiral.
Segundo a Justiça Eleitoral, cuja sede local também está no bairro Aterrado, Volta Redonda possui o 10º maior colégio eleitoral do estado do Rio de Janeiro (maior da região sul-fluminense), com 221.563 eleitores, sendo 118.194 mulheres e 103.307 homens, distribuídos em duas zonas eleitorais, com 663 seções em 76 locais de votação.

## Geografia
De acordo com a divisão regional vigente desde 2017, instituída pelo IBGE, o município pertence às Regiões Geográficas Intermediária e Imediata de Volta Redonda-Barra Mansa. Até então, com a vigência das divisões em microrregiões e mesorregiões, fazia parte da microrregião do Vale do Paraíba Fluminense, que por sua vez estava incluída na mesorregião do Sul Fluminense.
A cidade é limitada pelos municípios de Barra Mansa (Norte, Noroeste, Oeste e Sudoeste), Barra do Piraí (Nordeste), Pinheiral e Piraí (Sudeste e Leste), e Rio Claro (Sul). Juntamente com os municípios de Barra Mansa (7 km de distância), de Pinheiral (15 km de distância) constitui uma aglomeração que ultrapassa os 460 mil habitantes, conforme as estimativas do Instituto Brasileiro de Geografia e Estatística para 2009.
Alguns bairros que continuam a mancha urbana da cidade pertencem a Barra do Piraí, mas estão totalmente interligados ao cotidiano de Volta Redonda, devido a uma grande distância por rodovia de 30 km de sua cidade sede. O mesmo acontece em outra extremidade de Volta Redonda com bairros conurbados a esta, mas em território oficial de Barra Mansa. A população destes bairros utiliza de todo equipamento público de Volta Redonda, e está completamente inserida no dia-a-dia da cidade, como comércio, trabalho, escolas, etc.[carece de fontes?] A população estimada em 2020 pelo IBGE era de 273 988 habitantes.

### Demografia

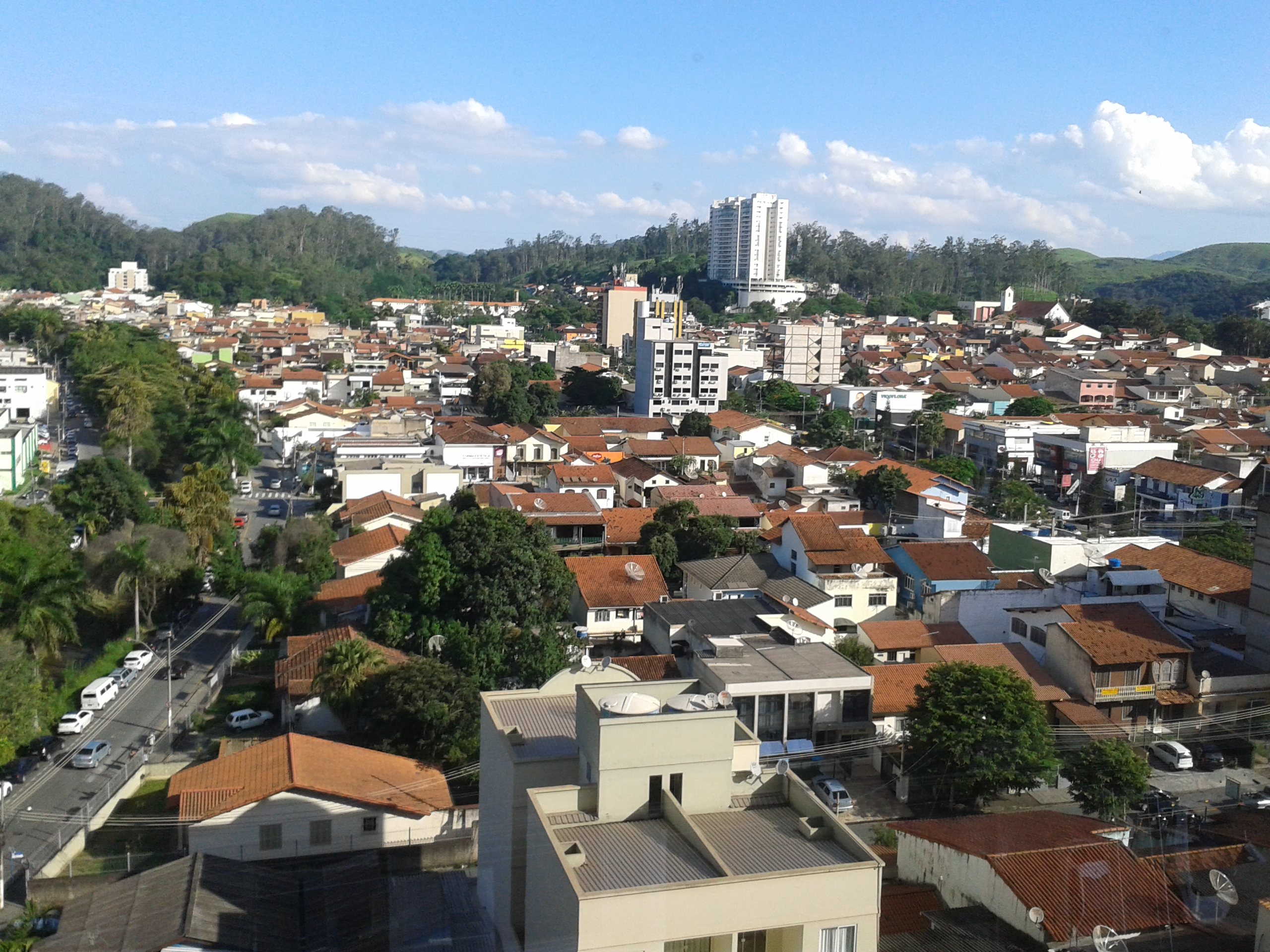
A Floresta da Cicuta, ao fundo, reserva de mata atlântica que desenha a paisagem da Vila Santa Cecília e outros bairros centrais da cidade.

A população do município de Volta Redonda, de acordo com o último censo realizado pelo IBGE - Instituto Brasileiro de Geografia e Estatística, divulgado em 1 de dezembro de 2010, apresentava os seguintes dados naquele ano:
- População masculina: 122 919 habitantes - 47,67%,
- População feminina: 134 884 habitantes - 52,33%,
- Zona urbana: 257 686 habitantes - 99,95%,
- Zona rural: 117 habitantes - 0,05%,
  - Total da população do município: 257 803 habitantes - 100,00%.[2]

Até o início da década de 1940, Volta Redonda se apresentava como um pequeno povoado, com uma população que não alcançava 3.000 pessoas, concentradas na margem esquerda do Rio Paraíba do Sul, além de pequenos núcleos esparsos. Com o início das obras da Companhia Siderúrgica Nacional sua população saltou para mais de 9.000 pessoas, levando-se em consideração que, aproximadamente dois terços desse contingente era formado dos empregados diretos da empresa. Esta foi, ainda, responsável pelo crescimento demográfico acelerado que se verificou nas décadas seguintes, resultando, já para 1950, quatro anos antes de sua emancipação, uma população fixa de 35 965 pessoas, que perfaziam a maior parte dos habitantes do município de Barra Mansa, ao qual pertencia como distrito naquele momento. Até os anos 1980, quando a Companhia Siderúrgica Nacional finalizou seus planos de expansão e o país começou a atravessar grave crise econômica, a empresa e outras indústrias que vieram a se instalar no município se mantinham como o principal indutor da migração de pessoas para a cidade. Nos anos 1990, após transformações na economia municipal, verificou-se um decréscimo na ampliação do quadro demográfico, com os últimos dados mostrando uma população recenseada de 257 803 habitantes no ano de 2010, e estimada em 273 988 no ano de 2020.
Evolução demográfica da cidade de Volta Redonda.

### Religião
Quanto à religião, a maioria da população do município é adepta do catolicismo, declarando-se católicos apostólicos romanos. Logo em seguida, em número, vêm os evangélicos de diversas orientações (pentecostais, batistas etc.). Segue o quadro com as principais denominações religiosas encontradas em Volta Redonda, segundo dados do censo 2010 do IBGE:
| Religião                         | Porcentagem | Número  |
| Católicos                        | 49,01%      | 126.349 |
| Evangélicos                      | 33,44%      | 86.209  |
| Sem religião                     | 9,25%       | 23.846  |
| Espíritas                        | 5,07%       | 13.071  |
| Umbanda e Candomblé              | 0,46%       | 1.185   |
| Budistas                         | 0,06%       | 155     |
| Judeus                           | 0,02%       | 52      |
| Outras religiões ou denominações | 2,75%       | 7.089   |

Fonte: IBGE 2010 (dados obtidos por meio de pesquisa de autodeclaração).

### Qualidade de vida
Volta Redonda foi classificado pela PNUD (Programa das Nações Unidas para o Desenvolvimento) como 4 de 92 municípios no Estado do Rio de Janeiro em termos de qualidade de vida que leva em conta fatores como renda, longevidade e educação da população, apresentando um Índice de Desenvolvimento Humano para o ano de 2010 de 0,771, considerado como "Alto", e pouco superior ao do estado do Rio de Janeiro (0,761) e do Brasil (0,744).

### Etnias
O censo do ano 2010 do IBGE apresenta a seguinte composição etnográfica no município de Volta Redonda:
| Cor/Raça | População |
| -------- | --------- |
| Branca   | 135 308   |
| Parda    | 87 549    |
| Preta    | 32 832    |
| Amarela  | 1 897     |
| Indígena | 217       |

Fonte: Censo 2010 - IBGE

### Clima
O clima é subtropical, com verões quentes e chuvosos e invernos secos. A umidade relativa do ar é alta (77%), mesmo nos meses de frio, quando varia entre 71% e 72%. A temperatura média compensada é de 20°C, a média mínima anual de 16,5 °C e média máxima anual de 27,8 °C. A precipitação média anual é de 1.377,9mm, sendo janeiro e fevereiro os meses com maior incidência de chuvas. Sentido noroeste, porém a localização do município, em fundo de vale, faz com que na maior parte do tempo haja calmaria. Isso dificulta a dispersão dos gases e partículas, lançadas principalmente pela usina siderúrgica e pela grande quantidade de veículos automotores circulantes, os quais perfazem mais de 100 000 veículos registrados no município, e provoca alterações no microclima.

## Transportes

### Transporte público
Em 16 de junho de 2018, a prefeitura implantou o projeto ‘Tarifa Comercial Zero’, com a circulação de um ônibus 100% elétrico e nacional. Com isso, Volta Redonda se tornou a primeira cidade do país a ter um ônibus elétrico circulando sem cobrar tarifas da população, e a primeira cidade do estado do Rio de Janeiro a ter um ônibus 100% elétrico circulando por suas vias. Além de não emitir gases poluentes, nem provocar ruídos, ele é equipado com ar-condicionado, internet Wi-Fi e ligações USB para recarregar celulares. Que agora já tem mais de um circulando na cidade e o projeto é ter quatro ônibus funcionando.

### Veículos e emplacamentos
Em março de 2010, o número de veículos emplacados na cidade ultrapassou os 100 mil, de acordo com o site do Detran. Assim, considerando a população de 257 803 pessoas aferidas no censo de 2010 do IBGE para a cidade, a proporção entre veículos e moradores era de 2,58 habitantes por veículo, a segunda maior entre os dez municípios mais populosos do estado. Porém, se for considerada a relação entre o número de carros e a área do município, Volta Redonda tem 549,76 carros por quilômetro quadrado, uma proporção maior do que as de Duque de Caxias, Nova Iguaçu, Petrópolis e Campos dos Goitacases. Já São João de Meriti, Rio de Janeiro, Niterói, São Gonçalo e Belford Roxo têm uma quantidade maior de veículos por quilômetro quadrado.
Em 2013, Volta Redonda foi a única cidade, entre as quatro maiores da região (o que inclui Angra dos Reis, Barra Mansa e Resende), a superar a marca dos 1.500 emplacamentos no ano (chegou a 1.570).

### Rodoviária e terminais rodoviários

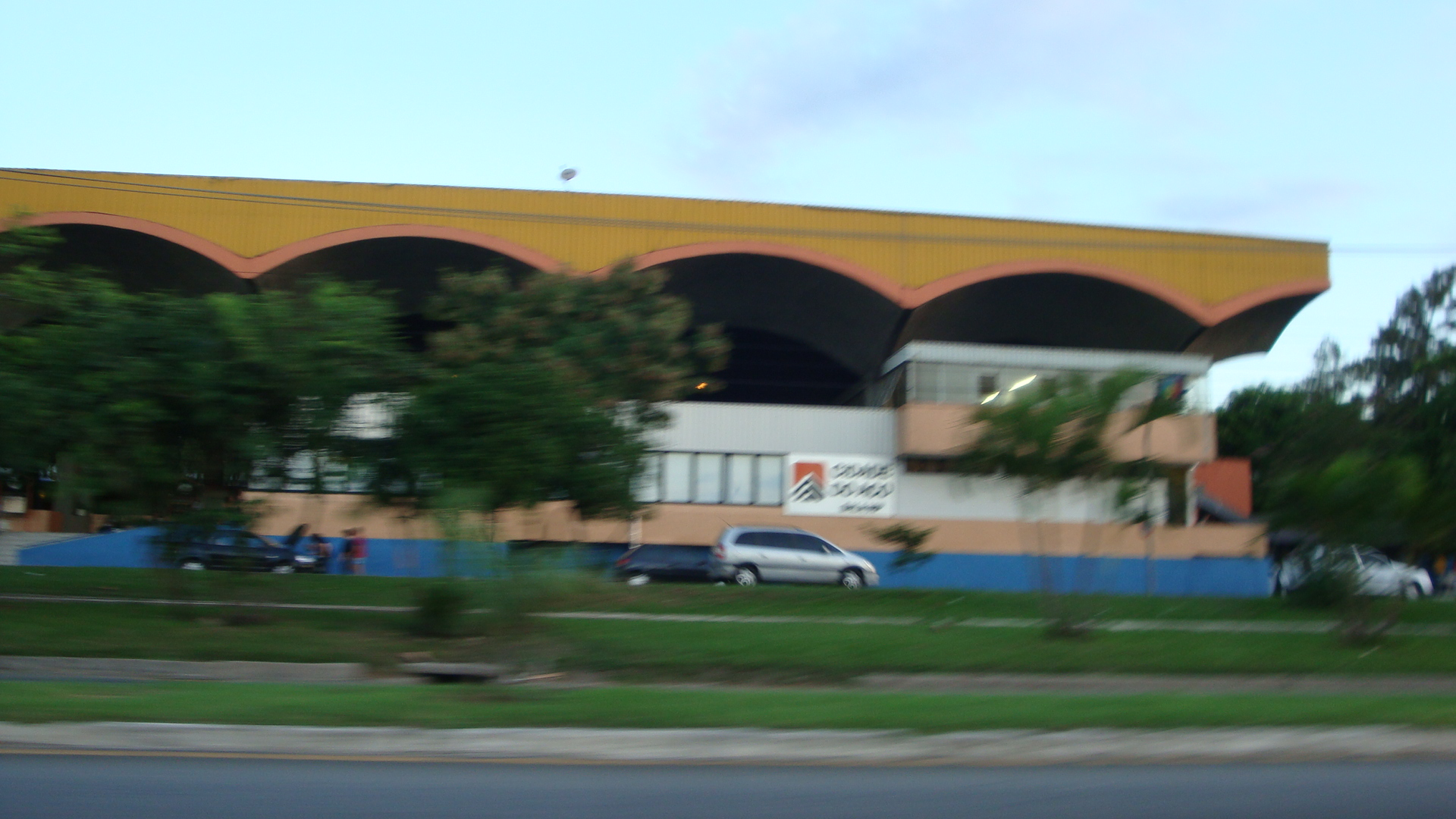
Rodoviária do município.

A rodoviária Prefeito Francisco Torres, popularmente conhecida como rodoviária de Volta Redonda, foi inaugurada em 1972, e recebe cerca de 6 mil pessoas por dia, que, além de utilizarem o transporte rodoviário, aproveitam outros serviços oferecidos. É nesta rodoviária, por exemplo, que está localizada a sede da Superintendência de Serviços Rodoviários (Suser), que oferece emissão de cartões de estacionamento para idosos e pessoas com deficiência, além de realizar serviços de fiscalização de táxis, ônibus e veículos de transporte escolar. O local conta ainda com auxílio a imigrantes (serviço oferecido pela Secretaria Municipal de Ação Comunitária – Smac), unidades de fiscalização do Departamento de Transportes Rodoviário (Detro) e da Agência Nacional de Transportes Terrestres (ANTT), ponto da Guarda Municipal de Volta Redonda (GMVR), seção de achados e perdidos, entre outros.

### Ferrovias e entroncamentos ferroviários
O município possui um entroncamento entre duas ferrovias, sendo cortado por ambas: O Ramal de São Paulo da antiga Estrada de Ferro Central do Brasil, que liga as cidades de Barra do Piraí e Rio de Janeiro à São Paulo e a Ferrovia do Aço da antiga RFFSA, que liga Volta Redonda ao município de Itabirito, em Minas Gerais. Ambas foram concedidas à MRS Logística em 1997 para o transporte de cargas. Os últimos trens de passageiros trafegaram na cidade pelo Ramal de São Paulo em 1998, enquanto a Ferrovia do Aço manteve suas operações voltadas apenas aos trens cargueiros, desde sua inauguração.

### Transporte aéreo
Volta Redonda conta com uma pista de pouso e decolagem, com 823 metros de extensão, no Aeroporto de Volta Redonda, localizado no bairro Aero Club], que não é homologada pela Agência Nacional de Aviação Civil (Anac), e por isso não pode receber aviação comercial.
Devido ao crescimento do Município no seu entorno ao longo dos anos, está prevista a construção, no bairro Roma II, na divisa com o município de Piraí, do Aeroporto Regional Vale do Aço, numa área de 1 600 000 metros quadrados, que irá atender a todo o Vale do Paraíba Fluminense. Para que a obra tenha início, é necessária a liberação do Instituto Estadual do Ambiente devido a questões ambientais. Apesar desta situação, a cidade mantém o Código IATA "QVR" e o Código ICAO "SSVR".

## Esporte

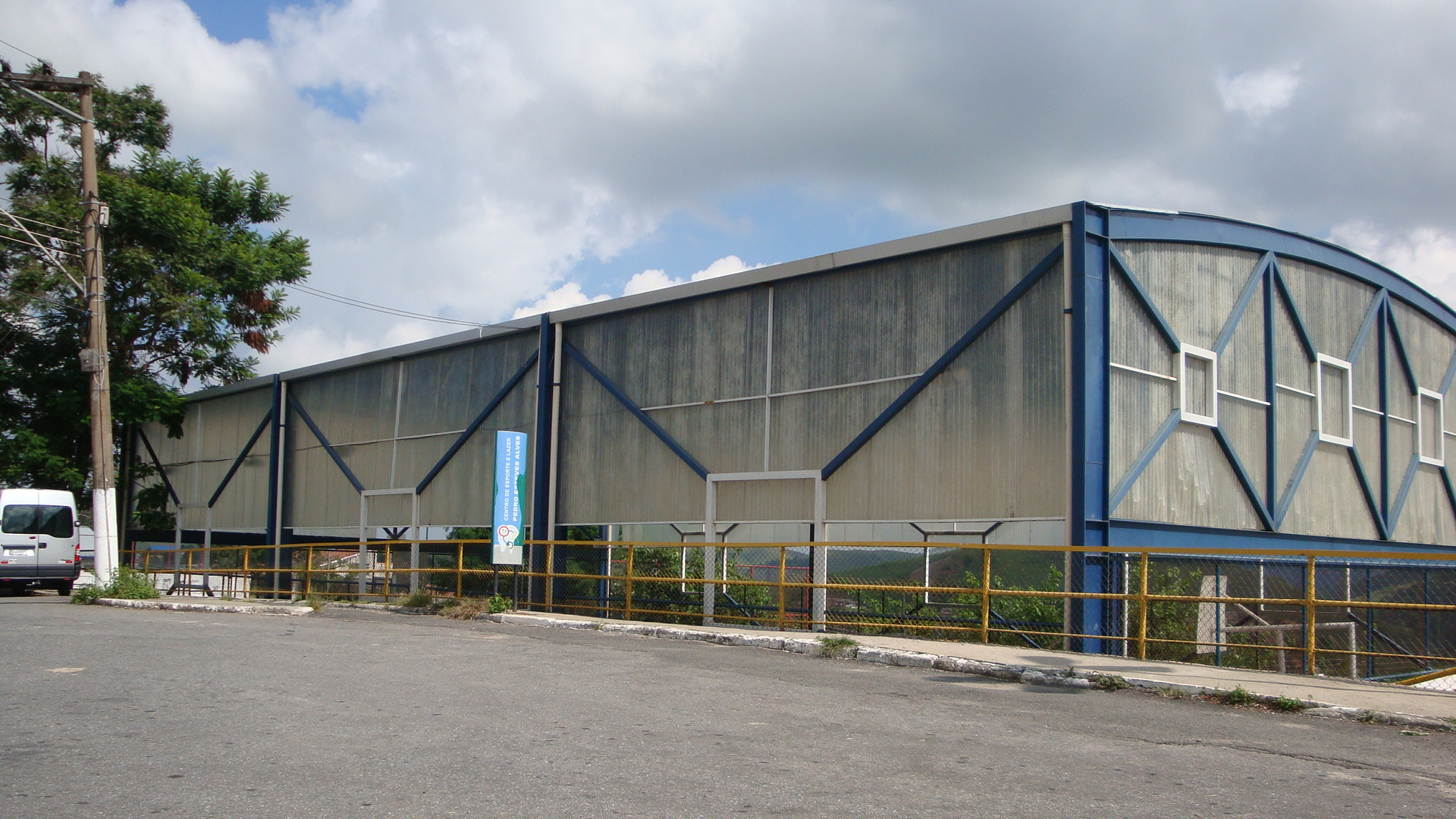
Ginásio público no bairro Mariana Torres.

- Ginásio Municipal de Skate Fernando Schmidt

Localizado no bairro Jardim Tiradentes. Inaugurado em 2003, foi o primeiro - e por enquanto o único - na região Sul Fluminense dedicado à prática de skate. O "complexo" contém ainda uma área de esporte e lazer anexa.
- Escola de Hipismo de Volta Redonda

Fundada em 2003 pelo prefeito Antônio Francisco Neto, a Escola de Hipismo da Fundação Beatriz Gama é reconhecida e homenageada pela CBH (Confederação Brasileira de Hipismo) como a única escola pública de hipismo em atividade no Brasil, além de também ser reconhecida pelos resultados conquistados nas competições nacionais. Mais de 1.500 crianças já passaram pela escola, que é tetracampeã brasileira na categoria do Concurso de Escolas de Equitação (CEE), e eneacampeã estadual no ranking por escolas.